# Doopsgezinde gemeente (Blokzijl)
De doopsgezinde gemeente Blokzijl in de Nederlandse provincie Overijssel was verdeeld over drie verschillende groepen van doopsgezinden. Zij maakten elk van een eigen kerkgebouw (ook wel vermaning genoemd) gebruik, die in Blokzijl op een steenworp afstand van elkaar waren gelegen. De bevolking van Blokzijl behoorde in de 17e eeuw voor een groot deel tot een van de doopsgezinde stromingen.

## De Gouden Grendel
Het gebouw aan de Oude Verlaat 15, de Gouden Grendel genaamd, was in gebruik bij een groepering die tot de Danziger Oud Vlamingen werd gerekend. Zij vormden de strengste richting van de doopsgezinde groeperingen in Blokzijl. Vanaf ongeveer 1650 tot 1782 vormden zij een zelfstandige gemeenschap. Daarna traden zij toe tot de doopsgezinde groepering die gebruik maakte van het Lam aan de Breestraat.

## De Zon
Het gebouw de Zon aan de Noorderkade 10 was het kerkgebouw van de richting die ook wel de Vlamingen of de Huiskoopers werd genoemd. Hun kerkgebouw dateert van 1647 en is vermoedelijk ontworpen door Gerrit en Jacob J. Mastenbroek. In 1802 besloten ook zij samen te gaan met de doopsgezinden van het Lam. Na 1820 werd het kerkgebouw aan de Noorderkade verhuurd aan het Nut van't Algemeen. In 1958 werd het gebouw verkocht. Sindsdien is er een woning van gemaakt.

## Het Lam
Het Lam aan de Breestraat was het kerkgebouw van een derde stroming van de doopsgezinde denominatie in Blokzijl. Rond 1700 werd de kerk aan de Breestraat gebouwd. De huidige zaalkerk dateert uit 1820. Nadat alle doopsgezinde groeperingen zich hadden verenigd was er een groter gebouw nodig. In 1862 vond er een ingrijpende verbouwing plaats onder leiding van A.J. Doyer uit Zwolle en kreeg het gebouw zijn huidige vorm. Het gebouw is erkend als rijksmonument onder meer vanwege de gaafheid, de cultuurhistorische waarde en als beeldbepalend deel van de straatwand. Een belangrijk monumentaal onderdeel van het interieur is het in 1858 door de Zwolse orgelbouwer Jan van Loo vervaardigde orgel.

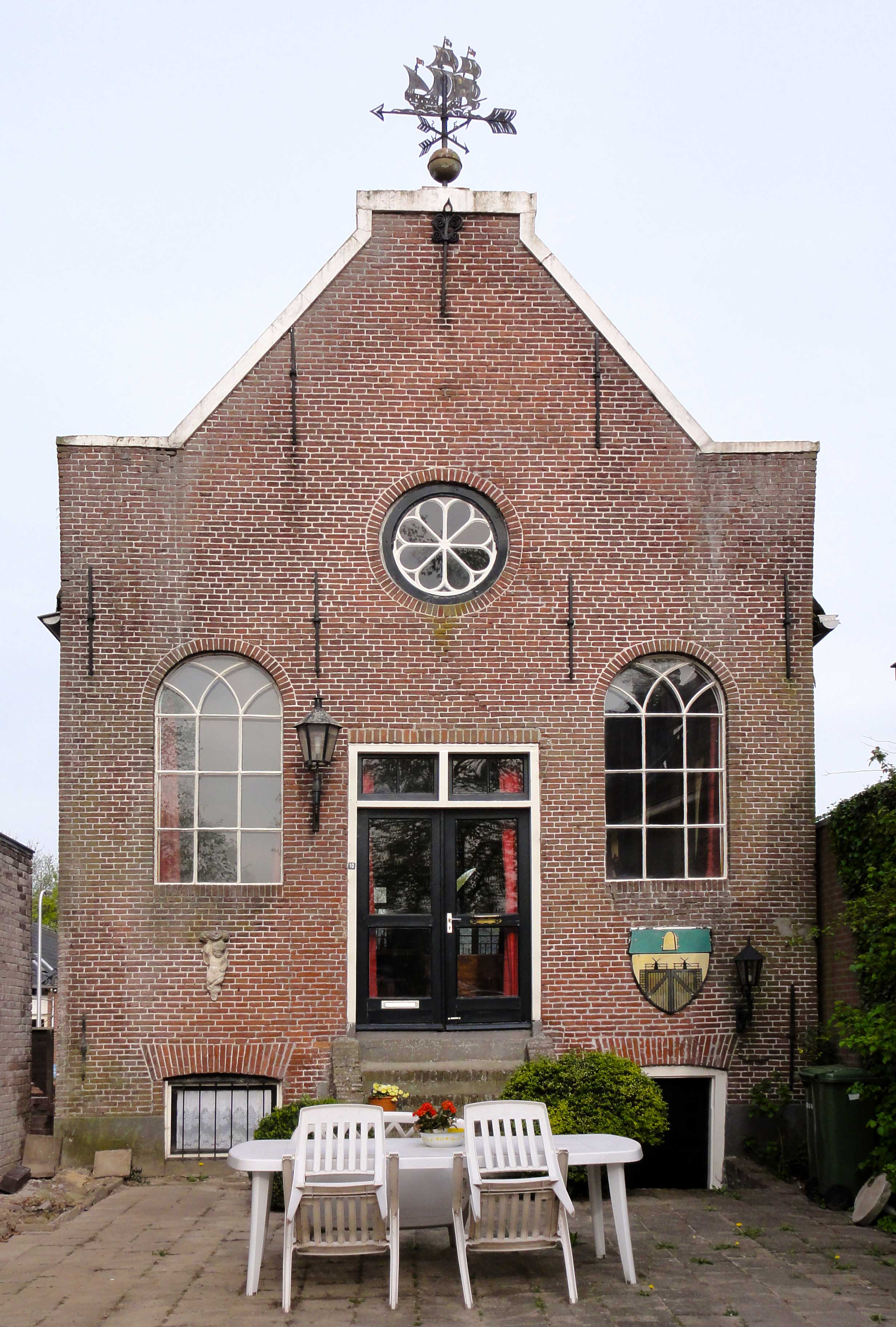
De Zon aan de Noorderkade
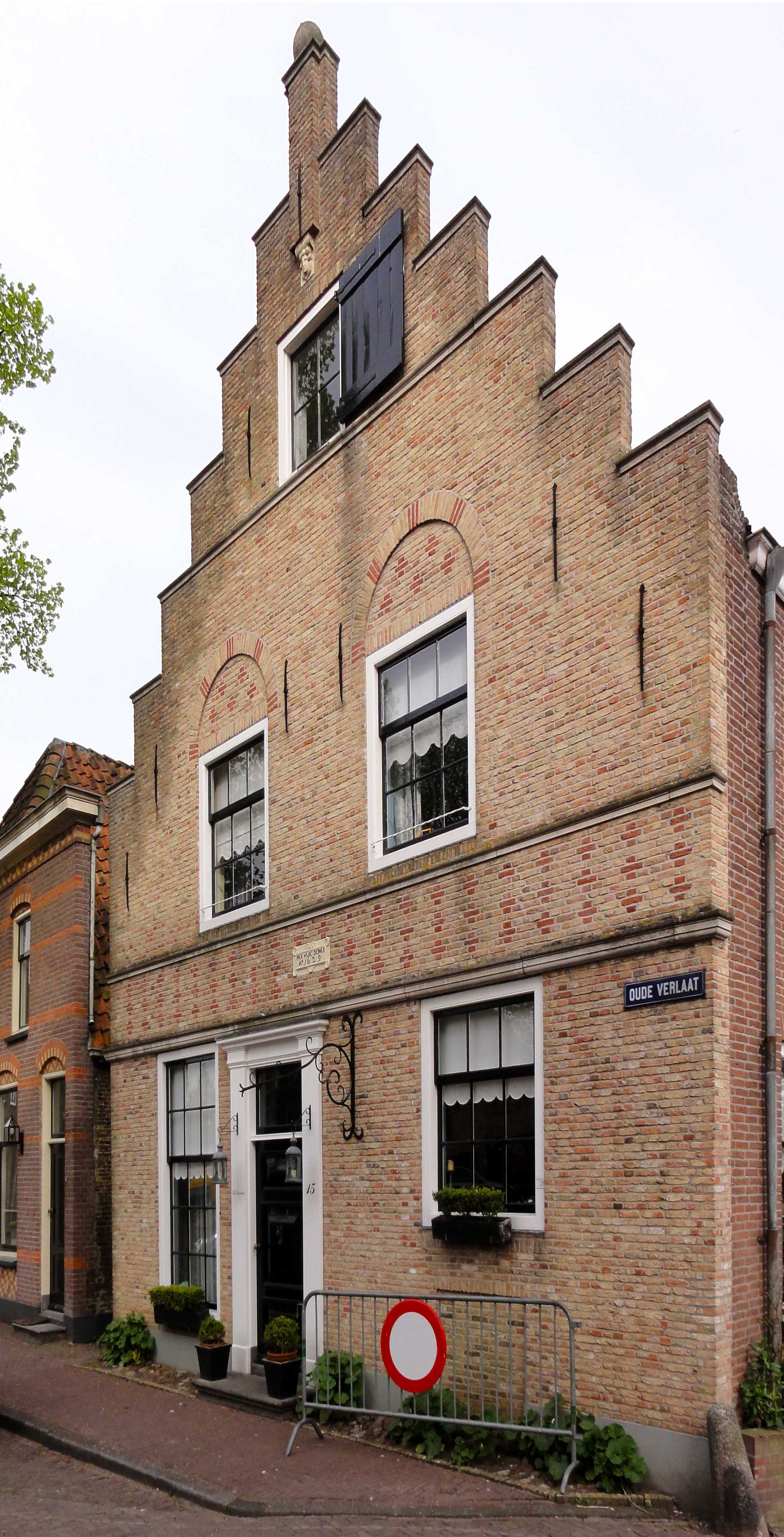
De Gouden Grendel aan de Oude Verlaat
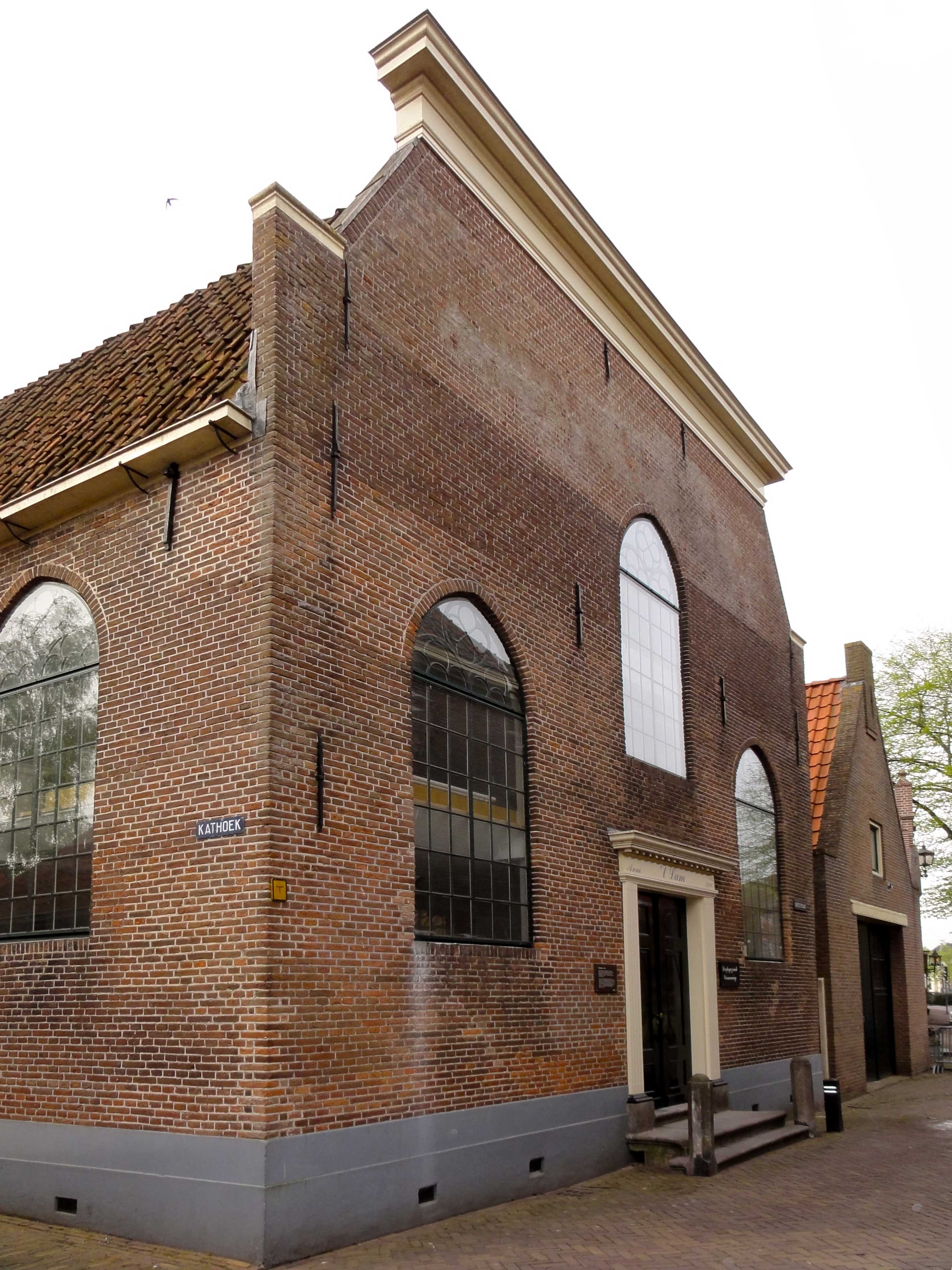
Het Lam aan de Breestraat